# 옹동면
옹동면(瓮東面)은 대한민국 전북특별자치도 정읍시의 면이다. 면적은 39.90km2이고, 인구는 2024년 1월을 기준으로 3,696명이다.
본래 태인군 옹지면(瓮池面)과 동촌면(東村面) 구역인데, 1914년 행정구역 개편 때에 이 두면을 병합하여 옹지와 동촌의 약칭인 옹동면이라 하고, 정읍군에 편입하였다.
옹동면은 풍수지리상 배산임수의 대명당으로 유명한 상두산과 비봉산이 자리잡고 있으며 칠보발전소에서 방류되는 동진강 유역을 기반으로 1,160km2의 논경작지가 주를 이루고 수약천, 도내천, 용호천 등 14개소 20km 이상의 하천이 흐르고 있으며 토질의 대부분이 마사토로 이루어져 있어 밭농사(숙지황, 고추 등)에 유리한 이점을 띠고 있다.

## 연혁
- 조선시대 태인현에 속함(옹지면, 동촌면)
- 일제시대(1914년) 정읍군 옹동면(옹지면과 동촌면을 통합 함)
- 1990. 12. 현 청사 신축 이전
- 1995. 01. 정읍시 옹동면(정주시와 정읍군의 도농통합)

## 행정 구역
| 법정리명       | 마을 유래 | 자연마을 | 비고 |
| -------------- | --- | --- | ---- |
| 비봉리(飛鳳里) | 본래 태인군 동촌면(東村面) 구역인데, 1914년 행정구역 개편 때에, 수약동(水葯洞), 구암리(九岩里), 수천리(水川里), 후당리(後堂里), 화장동(花庄洞), 두곡리(斗谷里), 노탄리(蘆灘里)와 고현내면(古顯內面) 도산리(道山里) 각 일부를 병합하여, 이 지역이 비봉산 아래에 있기 때문에 비봉리라 하고, 정읍군 옹동면에 편입하였다.                         | 1) 수암(水岩) 마을 2) 화장(花庄) 마을 3) 수천(水川) 마을 4) 두곡(斗谷) 마을                                       |      |
| 산성리(山城里) | 본래 태인군 동촌면(東村面)구역인데, 1914년 행정구역 개편 때에 행정리(杏亭里), 노탄리(蘆灘里), 삼리(三里), 칠전리(七田里), 두곡리(斗谷里), 정동리(井洞里)와 고현내면(古縣內面) 원촌리(院村里)및 남촌일변면(南村一邊面) 신제리(新堤里)각 일부를 병합하여, 이 지역이 산성산(山城山)아래에 있기 때문에 산성리라 하고, 정읍군 옹동면에 편입하였다. | 1) 우동(牛洞) 마을 2) 산성(山城) 마을 3) 행정(杏亭) 마을 4) 대칠(大漆) 마을 5) 소칠(小漆) 마을 6) 삼리(三里) 마을 |      |
| 매정리(梅井里) | 본래 태인군 동촌면(東村面)구역인데, 1914년 행정구역 개편 때에 내동리(內洞里), 척천리(尺川里), 정동리(井洞里), 매당리(梅堂里), 신성리(新成里), 삼리(三里)와 옹지면(瓮池面) 내칠리(內七里) 각 일부를 병합하여, 이 지역의 중심 마을 매당, 정동을 약칭한 매정리라 하고, 정읍군 옹동면에 편입하였다.                                               | 1) 내동(內洞) 마을 2) 척천(尺川) 마을 3) 정동(井洞) 마을 4) 매당(梅堂) 마을 5) 신성(新成)마을                     |      |
| 칠석리(七石里) | 본래 태인군 옹지면(瓮池面) 구역인데, 1914년 행정구역 개편 때에 석육리(石六里), 성칠리(星七里), 외칠리(外七里), 시목리(枾木里), 내칠리(內七里), 두오리(斗五里)와 동촌면(東村面) 매당리(梅堂里) 각 일부를 병합하여 성칠과 석육을 약칭한 칠석리라 하고 정읍군 옹동면에 편입하였다.                                                               | 1) 칠석(七石) 마을 2) 시목(?木) 마을 3) 성칠(成七) 마을 4) 외칠(外七) 마을 5) 내칠(內七) 마을 6) 농원(農園) 마을  |      |
| 오성리(五成里) | 본래 태인군 옹지면(瓮池面) 구역인데, 1914년 행정구역 개편 때에 금상리(琴上里), 일리(一里), 사리(四里), 두오리(斗五里), 소일리(小一里), 시목리(枾木里) 각 일부를 병합하여, 다섯 마을로 이루어졌기 때문에 오성리라 하고, 정읍군 옹동면에 편입하였다.                                                                                            | 1) 두립(斗立) 마을 2) 제내(堤內) 마을 3) 일리(一里) 마을 4) 작소(鵲巢) 마을                                       |      |
| 용호리(龍虎里) | 본래 태인군 옹지면(瓮池面) 구역인데. 1914년 행정구역 개편 때에 송월리(松月里), 용이리(龍二里), 호동(虎洞), 소일리(小一里)일부를 병합하여, 용이, 호동을 약칭하여 용호리라 하고 정읍군 옹동면에 편입하였다. | 1) 용호(龍虎) 마을 2) 송월(松月) 마을 3) 용이(龍二) 마을                                                          |      |
| 상산리(象山里) | 본래 태인군 옹지면(瓮池面)구역인데, 1914년 행정구역 개편 때에 와룡리(臥龍里), 저상리(楮上里), 상기리(上基里), 동촌면(東村面), 허삼리(虛三里)를 병합하여, 이 지역이 상두산(象頭山)밑에 있기 때문에 거기에서 따서 상산리라 하고, 정읍군 옹동면에 편입하였다.                                                                                    | 1) 상산(象山) 마을 2) 영삼(靈三) 마을 3) 저상(楮上) 마을 4) 상기(上基) 마을                                       |      |

## 교육
- 옹동초등학교 (칠석리)
  - 산성분교 (폐교) - 옹동면 태산로 2374-6 (산성리)